# Joseph-Noël Sylvestre
Joseph-Noël Sylvestre (Béziers, 24 giugno 1847 – Parigi, 1926) è stato un pittore francese.

## Biografia
Joseph Sylvestre iniziò i suoi studi d'arte a Tolosa con Thomas Couture. In seguito si trasferì a Parigi per frequentare i corsi dell'École des Beaux-Arts, dove ebbe come maestro Alexandre Cabanel. Restò quindi a Parigi per tutta la vita e, dopo una dignitosa carriera, morì all'età di 79 anni, nel 1926.
Sylvestre fu sempre un convinto pittore accademico, tipico esponente della cosiddetta art pompier. La sua ispirazione principale fu la storia antica e, in particolare, la storia di Roma, ma dipinse anche ritratti e scene di genere. Le sue opere, seppur talvolta soffuse da una sincera inclinazione romantica, lo definiscono un "classicista", sia per i soggetti che per la tecnica compositiva e pittorica impiegata.

## Opere principali
- 1869 - Il soldato di Maratona
- 1873 – Il gioco dei pastori
- 1875 – Morte di Seneca
- 1876 – Locusta prova in presenza di Nerone il veleno preparato per Britannico
- 1878 – Ultimi istanti di Vitellio Cesare
- 1882 – Il Gallo Ducar decapita il generale Romano Flaminio alla battaglia del Trasimeno
- 1884 – L'assassinio di Trencavel
- 1890 – Il Sacco di Roma nel 410
- 1893 – Danton bacia la salma di sua moglie
- 1893 – François Rude mentre lavora all'Arco di Trionfo

## Galleria d'immagini

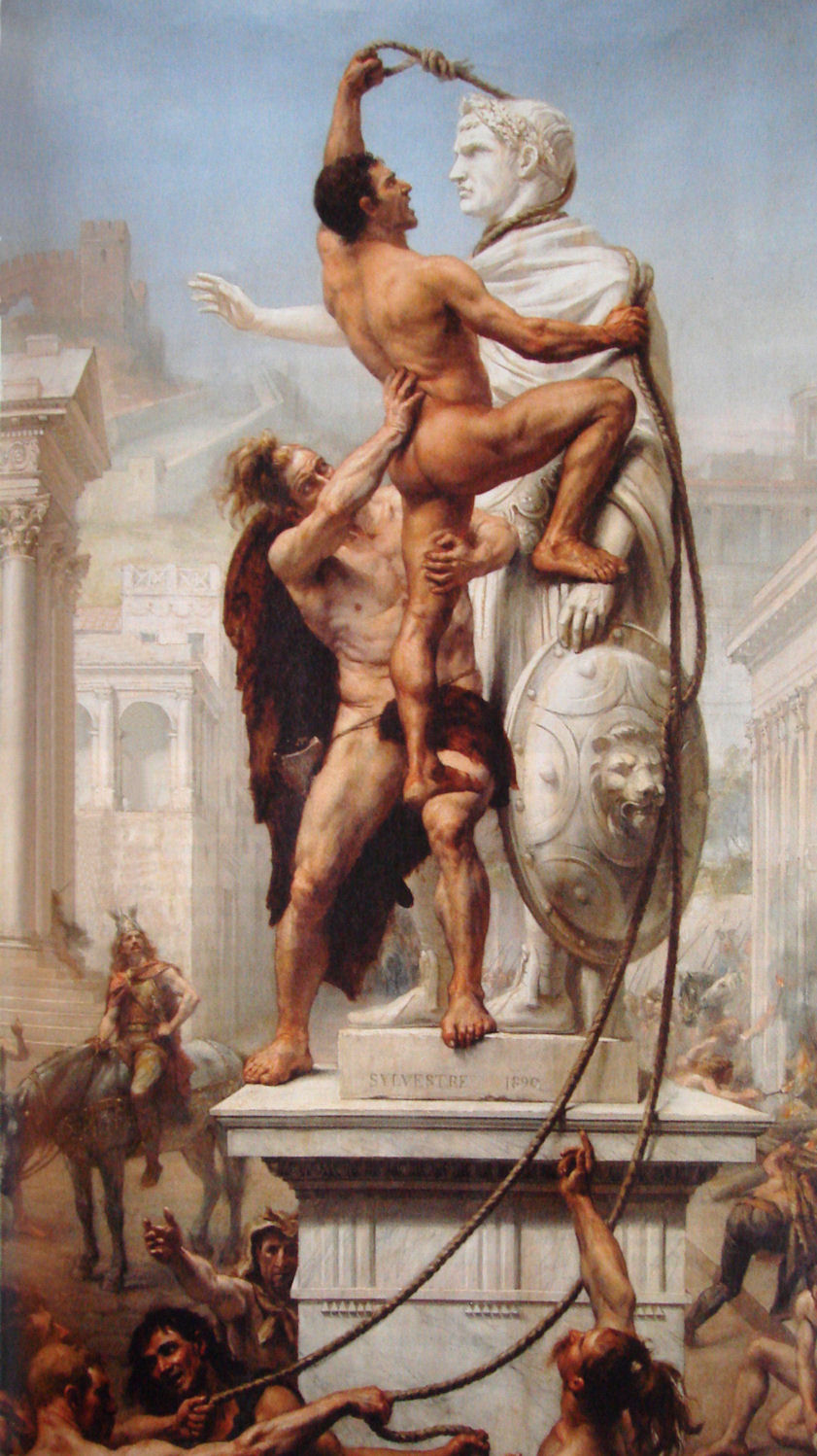
Il sacco di Roma del 410
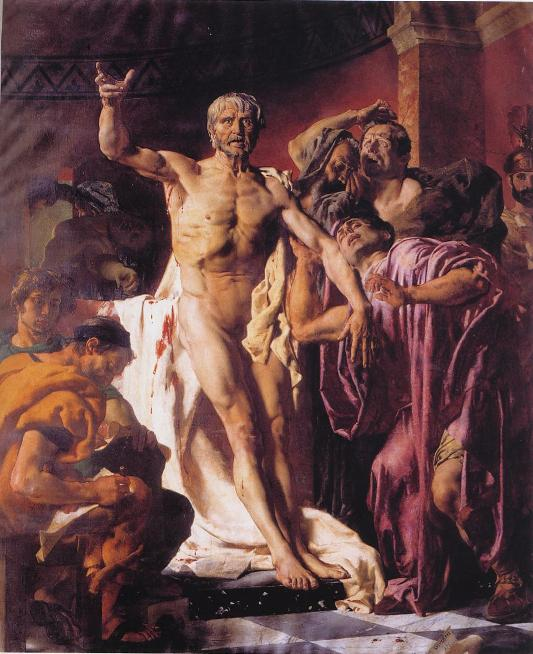
Morte di Seneca
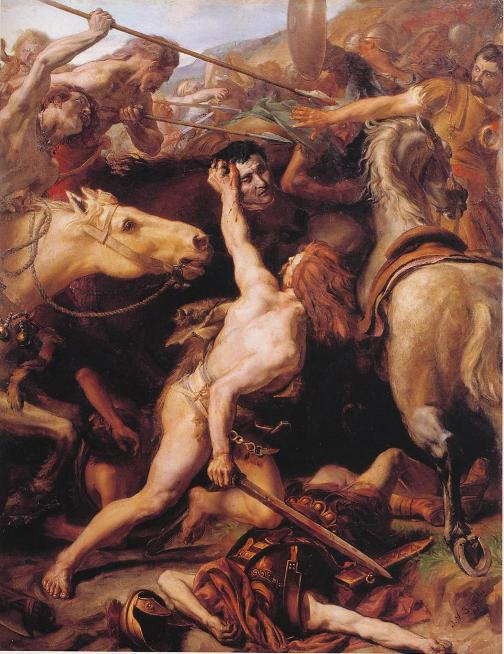
Il Gallo Ducar decapita Flaminio
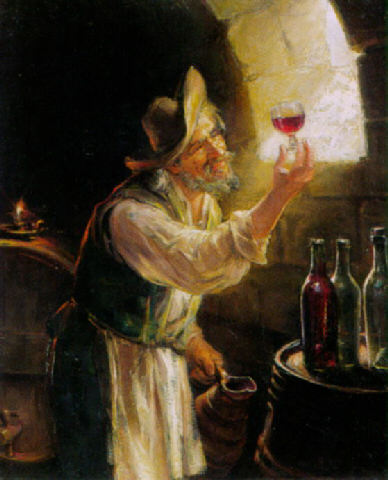
E' un buon vino!
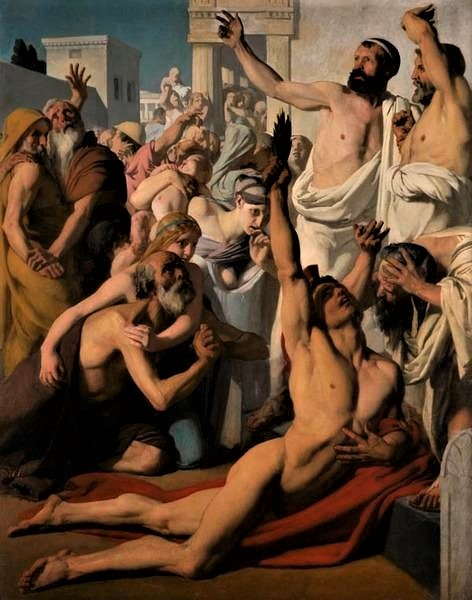
Il soldato di Maratona
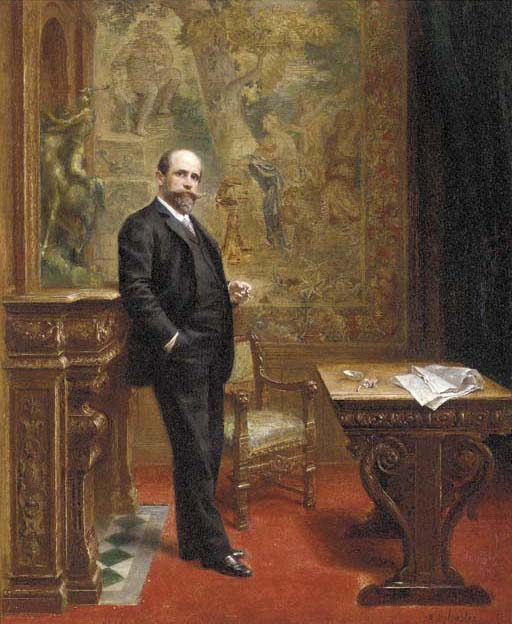
Il collezionista